# La vita/Il giorno dell'amore
La vita/Il giorno dell'amore è un singolo del cantante italiano Elio Gandolfi, pubblicato dall'etichetta discografica Carosello nel 1968.

## La vita
La vita è un brano musicale composto da Antonio Amurri (testo) e Bruno Canfora (musica), presentato al Festival di Sanremo 1968 da Gandolfi, ammesso di diritto alla manifestazione in quanto vincitore del Festival di Castrocaro (insieme a Giusy Romeo, anch'essa giovanissima), in abbinamento con la britannica Shirley Bassey, che interpreta il pezzo nella sua lingua. Il brano, presentato durante la seconda serata, viene eliminato dopo la prima doppia esecuzione.
Per la Bassey è diventato un grande successo internazionale con il titolo This Is My Life ed inserita nell'album omonimo.

## Il giorno dell'amore
Il giorno dell'amore è la canzone pubblicata sul lato B del singolo.